# Ordem do Canadá
A Ordem do Canadá (em francês: Ordre du Canada; em inglês: Order of Canada) é uma ordem honorífica canadense, sendo a segunda condecoração por mérito no sistema de ordens, condecorações e medalhas canadenses, imediatamente inferior à Ordem de Mérito.
A ordem foi estabelecida em 1967 em comemoração ao centenário da Confederação Canadense e reconhece o mérito excepcional ou serviço distinto de canadenses por serviços e contribuições ao país em todos os campos de atuação, bem como os esforços de estrangeiros que eventualmente contribuam para o progresso da humanidade. Os valores da ordem estão exemplificados no lema em latim DESIDERANTES MELIOREM PATRIAM retirada da passagem bíblica de Hebreus 11:16: "Mas agora desejam uma [pátria] melhor". Os três níveis da ordem são: Companheiro, Oficial e Membro; sendo que indivíduos específicos podem receber membresia extraordinária e estrangeiros podem receber nomeação honorária em cada um dos graus.
Desde sua coroação em 1953, Isabel II é a soberana da Ordem do Canadá na condição de monarca do Canadá. O Governador-geral do Canadá serve como Chanceler e Companheiro-mor, administrando os deveres e atividades da ordem em nome do monarca.
Os elegíveis à ordem são recomendados por um conselho consultivo e formalmente empossados pelo Governador-geral ou pelo soberano. Em janeiro de 2020, 7 212 pessoas estavam galardoadas com a Ordem do Canadá, incluindo cientistas, políticos, artistas e atletas. Súditos canadenses podem eventualmente renunciar ou ser retirados da ordem.

## Criação
O processo de fundação da Ordem do Canadá começou no início de 1966 e foi concluído em 17 de abril de 1967, quando a organização foi instituída pela Rainha Elizabeth II, a conselho do primeiro-ministro canadense, Lester B. Pearson, que foi auxiliado no estabelecimento da ordem por John Matheson. A associação foi lançada oficialmente em 1 de julho de 1967, o 100.º aniversário da Confederação Canadense, com o Governador Geral Roland Michener sendo o primeiro empossado à ordem, ao nível de Companheiro, e em 7 de julho do mesmo ano, mais 90 pessoas foram nomeadas, incluindo o ex-governador-geral Vincent Massey, o ex-primeiro-ministro Louis St. Laurent, o romancista Hugh MacLennan, o líder religioso David Bauer, a romancista Gabrielle Roy, o historiador Donald Creighton, a política feminista e futura senadora Thérèse Casgrain, o neurocirurgião pioneiro Wilder Penfield, pintor Arthur Lismer, líder de saúde pública Brock Chisholm, ex-líder político MJ Coldwell, defensor da deficiência Edwin Baker, o pintor Alex Colville e o astro do hóquei no gelo Maurice Richard. Durante uma visita a Londres, Reino Unido, mais tarde em 1970, Michener presenteou a Rainha com seu distintivo de soberano para a Ordem do Canadá, que ela usou pela primeira vez durante um banquete em Yellowknife em julho de 1970.
Da Ordem do Canadá cresceu um sistema de honras canadense, reduzindo assim o uso de honras britânicas (ou seja, aquelas administradas pela Rainha em seu Conselho Privado do Reino Unido). Entre os prêmios civis do sistema de honras canadense, a Ordem do Canadá vem em terceiro lugar, depois da Cruz de Valor e da filiação à Ordem de Mérito, que está dentro da doação pessoal do monarca do Canadá. Na década de 1980, as províncias do Canadá começaram a desenvolver suas próprias honras e decorações distintas.

## Graus
O monarca canadense, como a fonte de honra, está no ápice da Ordem do Canadá como seu soberano, seguido pelo governador-geral, que atua como chanceler. Em seguida, descendem os três graus em ordem de precedência: companheiro (em francês: Compagnon), oficial (em francês: officier) e membro (em francês: membre), cada um com letras pós-nominais específicas. Cada Governador-geral em exercício também é instalado como companheiro principal durante seu mandato e permanece na ordem como Companheiro extraordinário após deixar o cargo. Além disso, qualquer governador-geral e seu consorte, ex-governador-geral e seu consorte ou membro da Família Real Canadense pode ser indicado à ordem como Companheiro, Oficial ou Membro extraordinário. Promoções de grau são possíveis, embora isso normalmente não seja feito dentro de cinco anos após o agraciamento inicial.
Em janeiro de 2020, a Ordem do Canadá registrou 25 nomeações honorárias. Originalmente, havia apenas duas graduações na Ordem do Canadá: Companheiro e Medalha de Serviço. Houve, no entanto, também um terceiro grau, a Medalha de Coragem, destinada a reconhecer atos de bravura. Sem nunca ter sido atribuída, a Medalha de Coragem foi substituída pela autónoma Cruz de Valor em 1972.
- Companheiros da Ordem do Canadá (pós-nominais: CC) ostentam o mais alto grau de mérito para o Canadá e a humanidade, no cenário nacional ou internacional. Até 15 Companheiros são nomeados anualmente, com um limite imposto de 165 Companheiros vivos, não incluindo aqueles nomeados em condição honorária.

- Oficiais da Ordem do Canadá (pós-nominais: OC) demonstraram um excelente nível de talentos e serviço ao povo canadense. A ordem pode receber até 64 novos Oficiais anualmente, não incluindo os empossados como Oficiais extraordinários ou honorários.

- Membros da Ordem do Canadá (pós-nominais: CM) contribuíram excepcionalmente ao país ou aos canadenses em abrangência local ou regional. Até 136 Membros podem ser nomeados anualmente, não incluindo Membros extraordinários e aqueles empossados de forma honorária.

## Insígnia
| Barretes da Ordem do Canadá | Barretes da Ordem do Canadá | Barretes da Ordem do Canadá |
| Companheiro                 | Oficial                     | Membro                      |
| --------------------------- | --------------------------- | --------------------------- |
|                             |                             |                             |

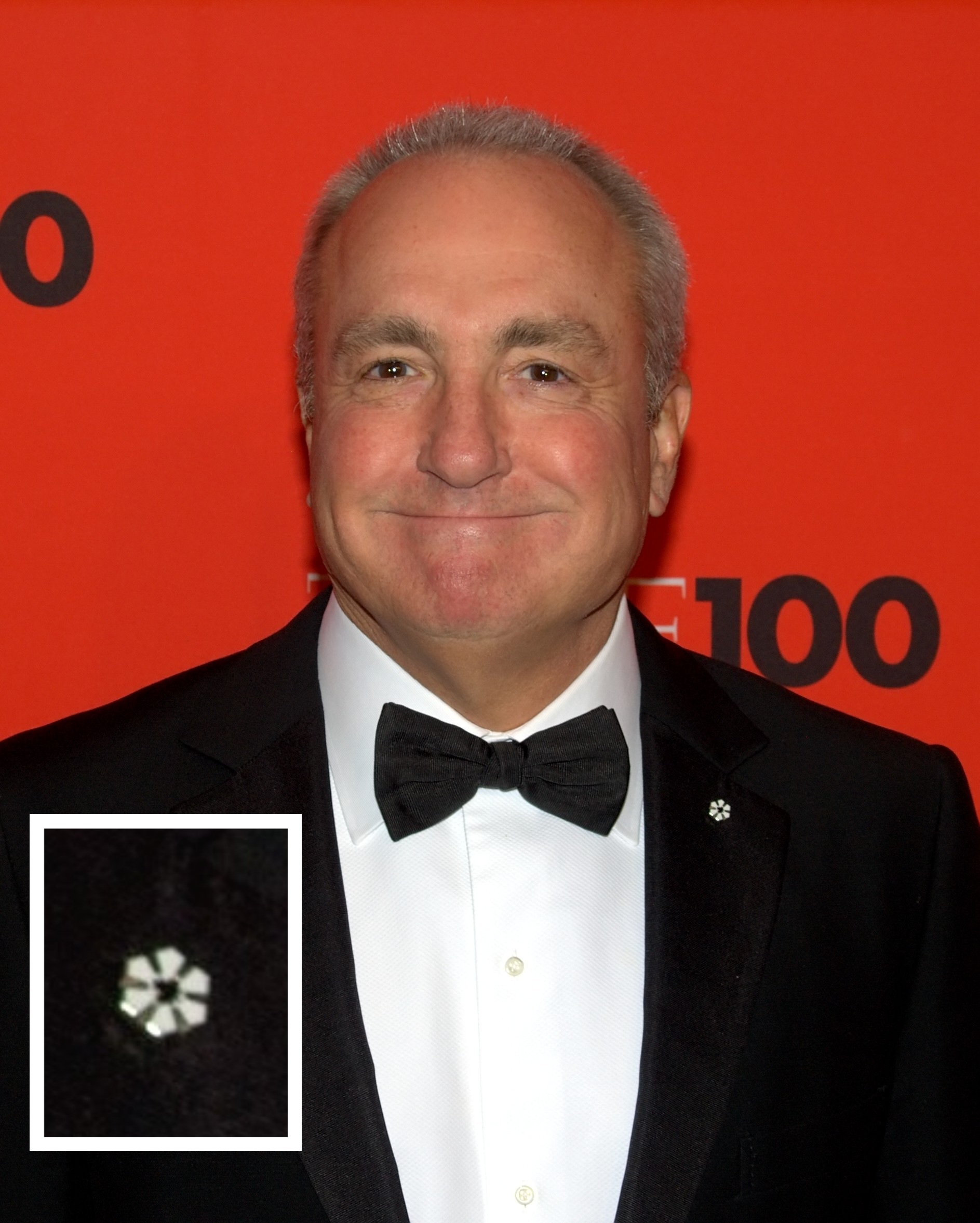
O produtor Lorne Michaels com um broche de lapela de Membro da Ordem do Canadá

Após a admissão na Ordem do Canadá, os membros recebem as várias insígnias, todas criadas por Bruce W. Beatty, que "inovou no design de insígnias de ordens dentro dos reinos da Rainha" e foi ele próprio feito membro da ordem em 1990. Beatty participou de todas as cerimônias de posse entre 1967 e 2010. O escudo da ordem pertencente ao Soberano consiste em uma coroa de ouro da qual descende um um floco de neve hexagonal branco com seis folhas iguais. Ao centro, há uma folha de bordo sobre um fundo branco cercado por um anel vermelho com o lema da ordem: DESIDERANTES MELIOREM PATRIAM. O chanceler usa o escudo de companheiro e, após sua investidura como Governador-geral, recebe um colar de libré para uso cerimonial.
As insígnias para agraciados são de um traçado semelhante ao escudo do soberano, embora sem pedras preciosas, e pequenas diferenças para cada grau. Para companheiros, o emblema é dourado com uma folha de bordo esmaltada vermelha no disco central; para oficiais, é dourado com uma folha de bordo dourada; e para os membros, tanto o emblema em si quanto a folha de bordo são prateados. Todos são encimados por uma Coroa de Santo Eduardo, simbolizando que a ordem é chefiada pelo soberano, enquanto o reverso possui a inscrição CANADÁ.
A barreta da ordem é branca e bordada em listras vermelhas, semelhante à bandeira nacional canadense; a fita no peito é a mesma para cada grau, exceto por uma folha de bordo metálica no centro, cuja cor combina com a do emblema do grau do portador. Para uso civil, o membro porta um broche de lapela.